# واکنش‌ها به سقوط رژیم اسد

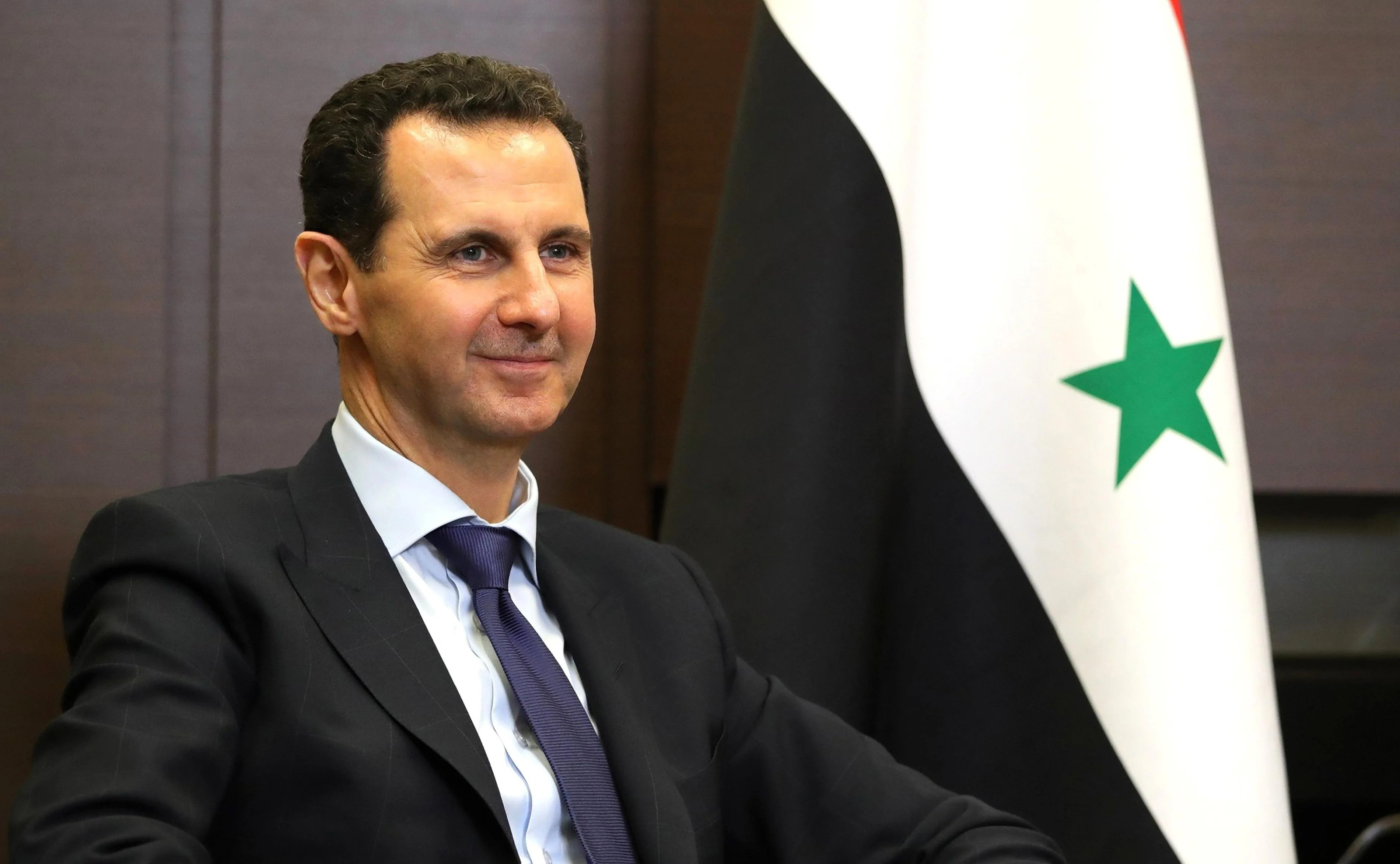
بشار اسد، ۲۰۱۸

در ۷ دسامبر ۲۰۲۴، نیروهای اتاق عملیات جنوب مخالفان سوری از جنوب وارد منطقه ریف دمشق شدند و تا فاصله ۲۰ کیلومتر (۱۲ مایل) پیش رفتند. از پایتخت دمشق. نیروهای مسلح عربی سوریه از چندین نقطه در حومه شهر عقب‌نشینی کرد. همزمان با پیشروی به سمت دمشق، نیروهای مخالف تحریر شام و ارتش ملی سوریه در شمال، حمله‌ای را به شهر حمص آغاز کردند، در حالی که ارتش آزاد سوریه از جنوب شرقی به سمت پایتخت پیشروی کرد. مخالفان در ۸ دسامبر با کمترین مقاومت پایتخت را تصرف کردند و بشار اسد به مسکو گریخت و پایان رژیم او در سوریه را رقم زد.

## واکنش‌های داخلی

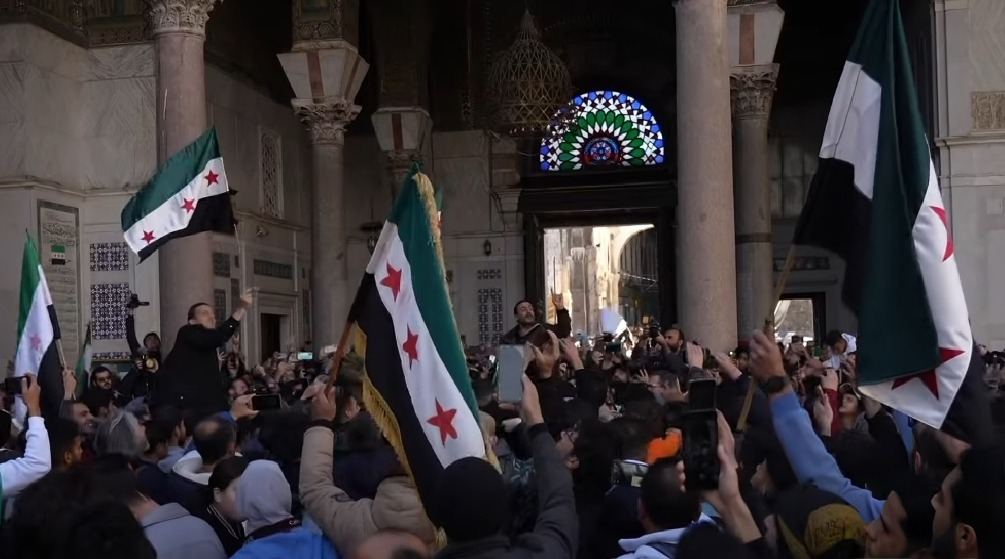
مردم سقوط اسد را در مسجد اموی جشن می‌گیرند (دسامبر ۲۰۲۴)

هزاران نفر از مردم سوریه در میدان اصلی دمشق تجمع کردند و شعار «آزادی» سر دادند. پس از اعلام پایان حکومت بشار اسد، توسط شورشیان سوری، شادی و سرور در سراسر شهر موج می‌زد. مردم از طریق شعار دادن و بوق زدن ماشین‌ها، مخالفت خود را با اسد ابراز کردند. برخی از جشن‌گیرندگان وارد کاخ ریاست جمهوری شدند تا ظروف، مبلمان و سایر اموال را غارت کنند، در حالی که برخی دیگر تصاویر اسد را از بین بردند. آنها همچنین بنرهای اسد را که بر روی ساختمان‌ها آویزان شده بود، به آتش کشیدند.

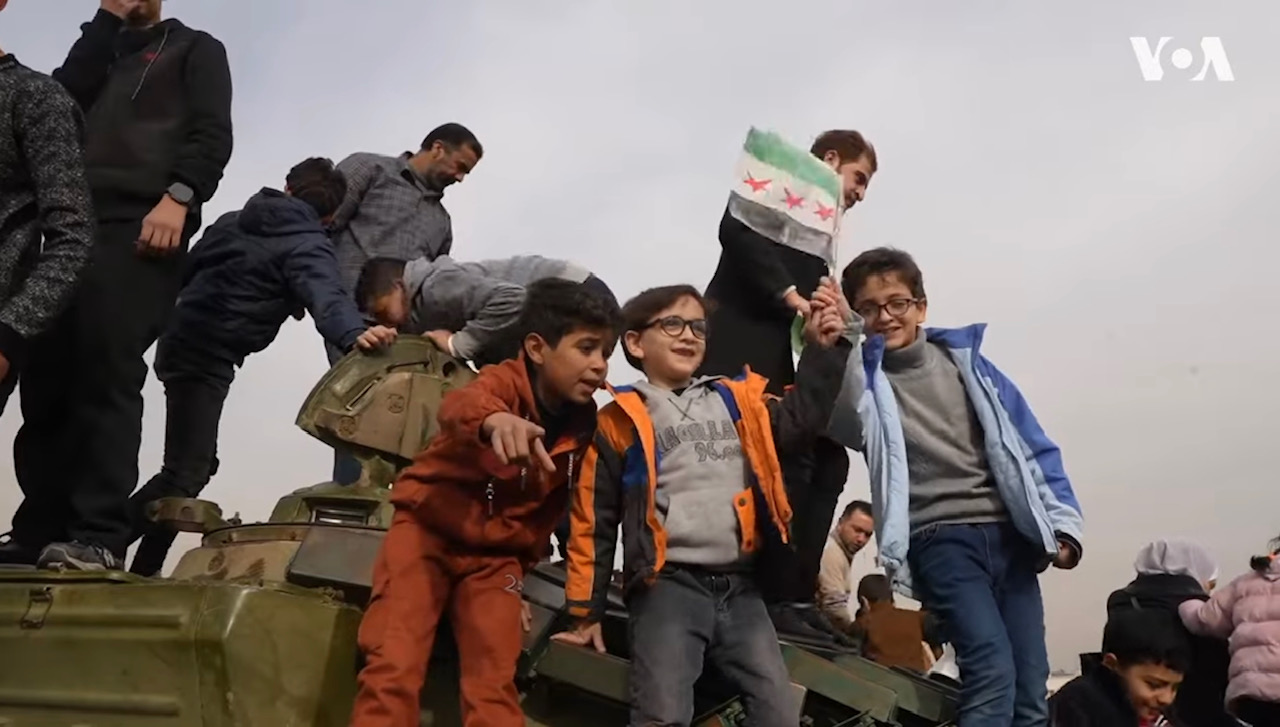
سوری‌ها روی تانکی که توسط نیروهای اسد در دمشق رها شده، ایستاده‌اند.

نخست‌وزیر محمد غازی الجلالی تعهد خود را به حفظ یک دولت باثبات و آمادگی خود را برای همکاری با رهبری منتخب مردم سوریه ابراز کرد. بسام الصباغ، وزیر امور خارجه سابق، گفت که از دریافت خبر محاصره دمشق «متعجب» شده است و این یک «رویداد تاریخی و سرنوشت‌ساز برای همه سوری‌ها» است. وزارت امور خارجه و مهاجران اعلام کرد که نمایندگان دیپلماتیک این وزارتخانه به فعالیت و خدمت‌رسانی به شهروندان خود در خارج از کشور ادامه خواهند داد.
ابراهیم الحدید، که جانشین بشار اسد به عنوان دبیرکل حزب بعث شد، گفت که این حزب از یک دولت انتقالی برای حفظ وحدت سوریه حمایت خواهد کرد.

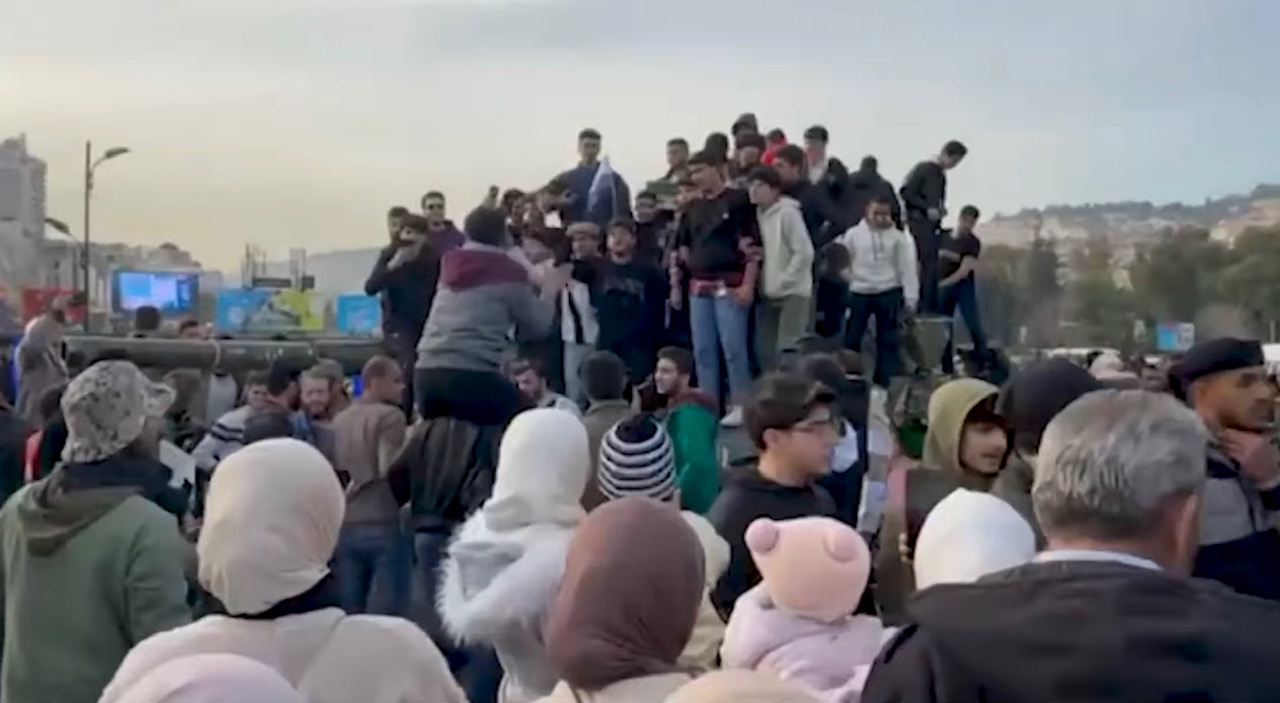
جشن‌های مردمی در دمشق

کمیته هماهنگی ملی برای تغییر دموکراتیک از «آنچه مردم سوریه در ۸ دسامبر ۲۰۲۴ به دست آوردند» استقبال کرد و اعلام کرد که هدف آنها «ایجاد یک مرحله گذار برای گذار از استبداد به دموکراسی» است تا از «شکل جدیدی از حکومت استبدادی» جلوگیری شود. حزب اراده خلق «به مردم سوریه به خاطر غلبه بر صفحه‌ای سیاه در تاریخشان تبریک می‌گوید» و خواستار «انتقال آرام و مسالمت‌آمیز قدرت» شد.
حزب سوسیال ناسیونالیست سوریه «تلاش برای یافتن یک راه حل قابل قبول و مناسب» برای ایجاد «اقتداری که از اراده سوری‌ها سرچشمه می‌گیرد» و حفظ وحدت، جامعه، منافع، نهادها، تحکیم دولت ملی و فلسطین را به عنوان «قطب‌نما» ی خود دارد، ضروری توصیف کرد.

## واکنش‌های بین‌المللی

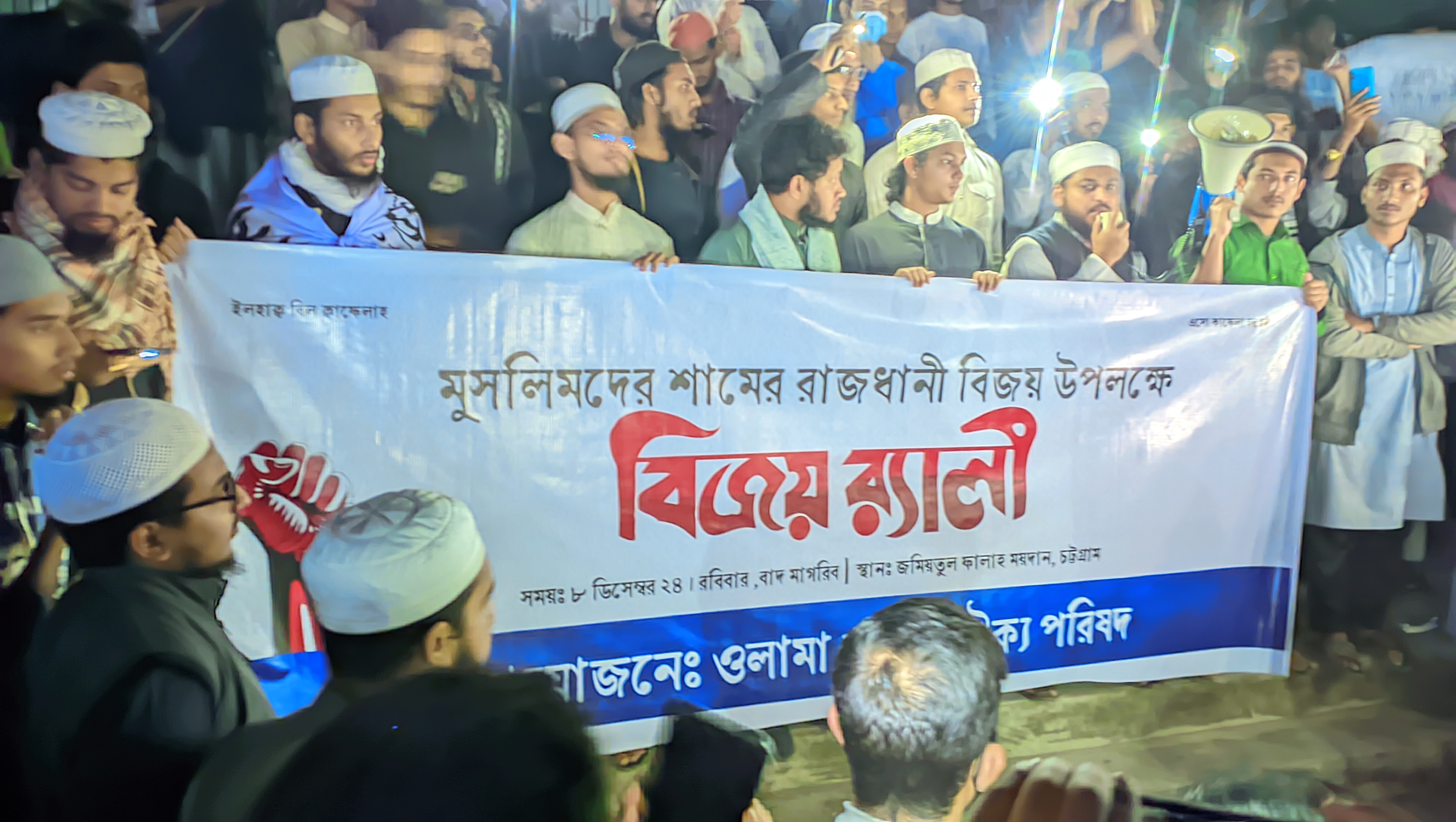
جشن و سرور در چیتاگونگ پس از سقوط اسد

رهبران و مقامات ایالات متحده و اسرائیل اعلام کردند که در اوضاع سوریه دخالت نخواهند کرد.
سرگئی لاوروف، وزیر امور خارجه روسیه، گفت که او و وزرای ترکیه و ایران درخواست «پایان فوری فعالیت‌های خصمانه» را مطرح کرده‌اند.

### قاره آمریکا

#### آمریکای شمالی
جاستین ترودو، نخست‌وزیر وقت کانادا، گفت: «سقوط دیکتاتوری اسد به دهه‌ها سرکوب وحشیانه پایان می‌دهد.»

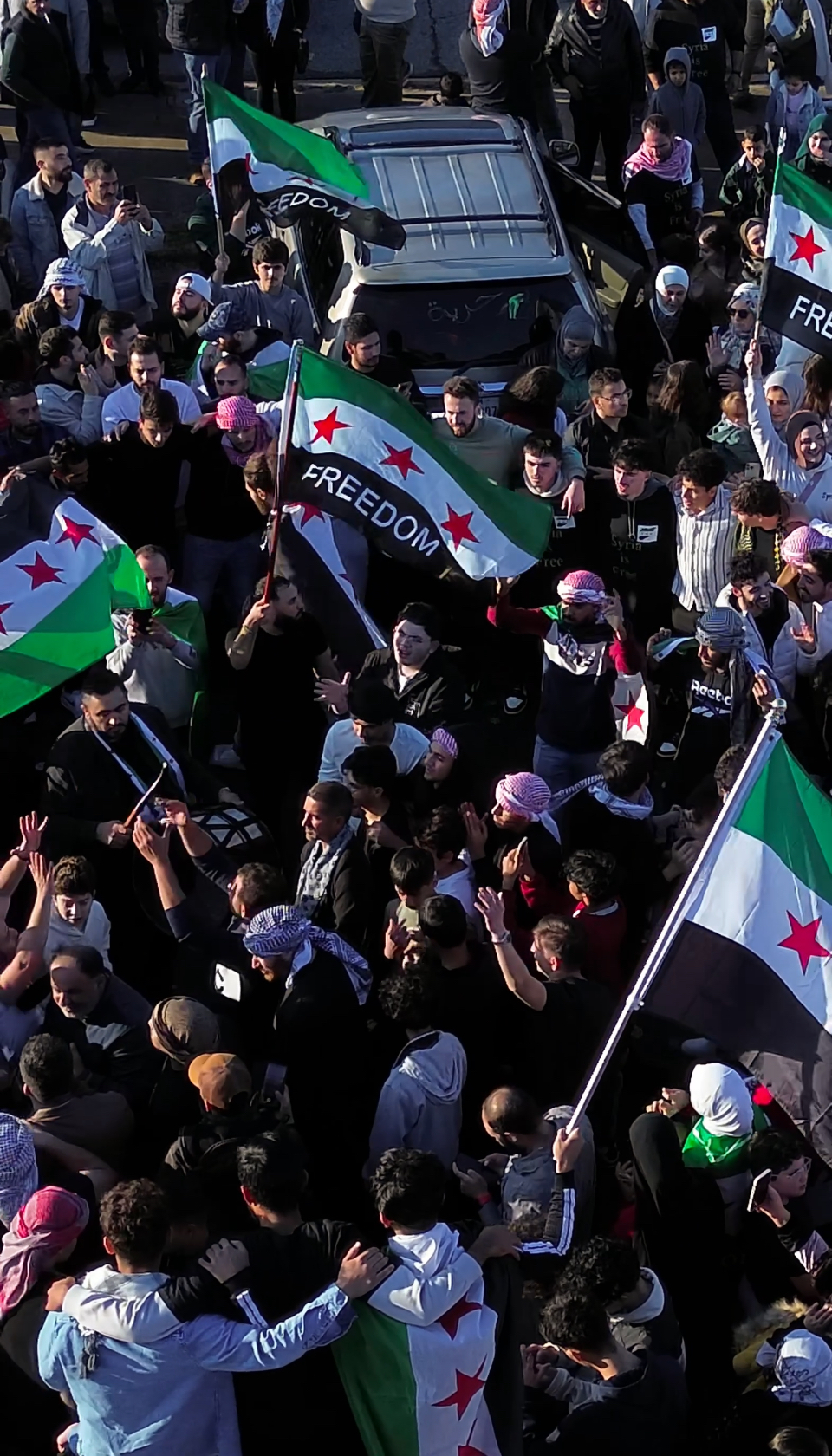
جشن و سرور در ریچاردسون، تگزاس، ایالات متحده آمریکا پس از سقوط رژیم اسد

در ایالات متحده، کاخ سفید اعلام کرد که رئیس‌جمهور جو بایدن برای رسیدگی به این وضعیت، جلسه‌ای با اعضای امنیت ملی داشته است. بایدن بعداً گفت که پایان رژیم اسد «یک اقدام اساسی عدالت‌محور» بود، اما نسبت به بی‌ثباتی احتمالی در منطقه هشدار داد. دانیل بی. شاپیرو، معاون دستیار وزیر دفاع در امور خاورمیانه، گفت نیروهای ایالات متحده برای جلوگیری از فعالیت‌های مجدد داعش در شرق سوریه باقی خواهند ماند. او همچنین از «همه طرف‌ها» خواست تا از غیرنظامیان محافظت کنند و به هنجارهای بین‌المللی پایبند باشند. آنتونی بلینکن با دیپلمات‌های اردن، قطر و امارات متحده عربی تماس گرفت و گفت که خاک سوریه نباید برای تسهیل سازمان‌های تروریستی استفاده شود. او همچنین بر لزوم توقیف و انهدام سلاح‌های شیمیایی، حفاظت از گروه‌های اقلیت و حفاظت از حقوق زنان تأکید کرد. در ۱۰ دسامبر، بلینکن گفت که اگر روند انتقال قدرت «معتبر، فراگیر و غیرفرقه‌ای» باشد و با دستورالعمل‌های جهانی مطابقت داشته باشد، ایالات متحده دولت جدید سوریه را «به رسمیت می‌شناسد و کاملاً از آن حمایت می‌کند».
دبیرخانه امور خارجه مکزیک از مکزیکی‌های ساکن این منطقه خواست تا در طول این آشوب به سفارت مکزیک در لبنان مراجعه کنند.
در ۵ دسامبر ۲۰۲۴، برونو رودریگز پاریلا، وزیر امور خارجه کوبا با بسام الصباغ در مورد «تشدید تروریسم» صحبت کرد. رودریگز همبستگی ملت خود را با دولت اسد در جریان حملات اخیر ابراز کرد. در سفارت کوبا در ترکیه، سفیر الخاندرو فرانسیسکو دیاز پالاسیوس با همتای سوری خود دیدار و همبستگی مشابهی را ابراز کرد.

#### آمریکای جنوبی
وزارت امور خارجه آرژانتین به شهروندان خود توصیه کرد که هر چه سریعتر این کشور را ترک کنند. بر این اساس، به کسانی که در آنجا مانده‌اند هشدار داد که اوضاع را زیر نظر داشته باشند.
وزارت امور خارجه برزیل تعهد خود را به یافتن راه حل سیاسی از طریق مذاکره برای بحران سوریه با حفظ وحدت و حاکمیت ارضی این کشور اعلام کرد. علاوه بر این، متعهد شد که از قطعنامه‌های شورای امنیت سازمان ملل متحد حمایت کند.
ماتیاس واکر، معاون رئیس سنای شیلی، اظهار داشت که نیکولاس مادورو، رئیس‌جمهور ونزوئلا، به دلیل وضعیت ایران و روسیه ممکن است به سرنوشتی مشابه اسد دچار شود. در مقابل، حزب کمونیست شیلی با دولت اسد علیه «کودتای تروریستی» ابراز همبستگی کرد، کودتایی که به ادعای آنها در خدمت اسرائیل و امپریالیسم آمریکا به طور کلی و در جنگ غزه است.
در کلمبیا، این موضوع به یک بحث در روابط خارجی تبدیل شده است. در ۸ دسامبر ۲۰۲۴، رئیس‌جمهور گوستاوو پترو از تأیید سقوط اسد توسط روسیه انتقاد کرد و اظهار داشت که این «خیانت» می‌تواند نشان‌دهنده اتحاد قریب‌الوقوع بین روسیه و ایالات متحده پس از انتخاب مجدد دونالد ترامپ باشد. او اعلام کرد سوریه، مانند افغانستان، به سمت بنیادگرایی اسلامی پیش می‌رود و عراق، اسرائیل و لیبی به خاک سوریه حمله خواهند کرد. او ادعا کرد که این وضعیت می‌تواند به «اتحادهای جدید، [و] خیانت‌های جدید»، به ویژه در مورد انزوای فلسطین و کردها، منجر شود. سوالات بازپاسخی که او مطرح کرد شامل پیامدهای حمله روسیه به اوکراین، پان‌عربیسم و آرمان‌های سکولار آن، نفت سوریه و چگونگی تأثیر آن بر بازار عمومی و قدرت مذاکره کوبا و ونزوئلا، و اینکه آیا این تغییر بازار بر مبارزه موج صورتی برای کنترل در سازمان کشورهای آمریکایی تأثیر خواهد گذاشت یا خیر، می‌شد.
وزارت امور خارجه پرو به شهروندان پرو در این منطقه توصیه کرد که با سفارت پرو در مصر تماس بگیرند. ویکی داویلا، نامزد ریاست‌جمهوری، اظهار داشت که سقوط اسد برای نظم جهانی مفید بوده و پیامی به دیکتاتورها فرستاده است که رژیم‌هایشان قابل فروپاشی است. همچنین به اظهارات پترو در مورد اتحادهای اسد پرداخته شد که به ادعای او ضعیف بودند زیرا هر یک از شرکا - ایران، روسیه و حزب‌الله درگیر مسائل دیگری بودند.

### آسیا
وزارت امور خارجه هند خواستار حفظ وحدت، حاکمیت و تمامیت ارضی سوریه شد. این وزارتخانه همچنین اعلام کرد که ۹۰ شهروند هندی در آن زمان در سوریه بودند که به دلیل خطرات ایمنی و امنیتی با آنها در تماس بوده‌اند. تا ۱۳ دسامبر، این وزارتخانه ۷۷ شهروند را که می‌خواستند برگردند، تخلیه کرد، در حالی که سفارتخانه همچنان فعال بود.
رجب طیب اردوغان، رئیس‌جمهور ترکیه، گفت که دولت او در برابر هرگونه تلاشی برای برهم زدن حاکمیت ارضی سوریه مداخله خواهد کرد و گفت: «ما نمی‌توانیم اجازه دهیم سوریه دوباره تجزیه شود.» هاکان فیدان، وزیر امور خارجه، در ۸ دسامبر، به گروه‌های کرد در مورد «سوءاستفاده از وضعیت» به عنوان بخشی از تلاش ترکیه برای جلوگیری از کنترل کردها بر کشور هشدار داده بود و پس از آن از جامعه بین‌المللی خواست تا کشور را «متحد و بازسازی» کنند.
گذرگاه‌های مرزی در اردن و لبنان بسته شدند. مقامات مرزی لبنان در گذرگاه مرزی مصنع، دروازه‌های آن را به دلیل تلاش سوری‌ها برای ورود به سوریه بستند. در همین حال، شهروندان کشورهای همسایه واکنش مثبتی به این رویدادها نشان دادند. عراق میزبان ۲۰۰۰ سرباز ارتش سوریه بود که از طریق شهر مرزی القائم گریختند. برخی از سربازان مجروح در عراق تحت درمان قرار گرفتند.
هرتزی هالوی، فرمانده وقت نیروهای دفاعی اسرائیل، گفت که به عنوان یک اقدام احتیاطی برای حملات احتمالی «گروه‌های محلی»، نیروهای بیشتری در مرز سوریه مستقر خواهند شد. در ۸ دسامبر، نیروهای زمینی اسرائیل از طریق منطقه غیرنظامی در امتداد مرز —  اسرائیل و سوریه وارد خاک سوریه شدند.مرز — اولین مورد از این دست از سال ۱۹۷۳. نیروهای اسرائیلی سمت سوری کوه هرمون و چندین منطقه دیگر را که معتقد بودند «برای تثبیت کنترل منطقه ضروری است» تصرف کردند. هالوی گفت که اندکی پس از فروپاشی رژیم اسد، اسرائیل نیروهای خود را در خاک سوریه مستقر کرد.
وزارت امور خارجه ایران با انتشار بیانیه‌ای اعلام کرد که «به وحدت و حاکمیت ملی سوریه احترام می‌گذارد» و خواستار توقف فوری درگیری‌های مسلحانه شد. رهبری ایران اعلام کرد که به تلاش‌های بین‌المللی در حمایت از روند سیاسی متعهد است و ابراز اطمینان کرد که روابط قوی آنها ادامه خواهد یافت. محمد باقر قالیباف، رئیس مجلس، ادعا کرد که رژیم اسد هشدارهای ایران در مورد حمله مخالفان را نادیده گرفته است.
گفته می‌شود چندین مقام ارشد رژیم اسد و خانواده‌شان به جنوب بیروت که تحت کنترل حزب‌الله است، پناه برده‌اند. چند تن از آنها، از جمله علی مملوک، غاده ادیب مهنا و فراس عیسی شلیش، در هتل‌های مجلل اقامت داشتند و توسط افسران امنیتی محافظت می‌شدند. به گزارش خبرگزاری نداء الوطن، مستقر در بیروت، فرار آنها چند روز قبل از سقوط دمشق برنامه‌ریزی و توسط حزب‌الله تسهیل شده بود. همچنین ممکن است به یک افسر امنیت مرزی لبنان چند صد هزار دلار رشوه داده شده باشد تا به آنها اجازه ورود به لبنان را بدهد.

### آفریقا
در حالی که هزاران سوری در مصر به نشانه پیروزی به خیابان‌ها آمدند، تعداد کمی از مصری‌ها به دلیل آینده‌ای نامعلوم با نیروی حاکم جدید، شور و شوق کمتری نشان دادند. رسانه‌های طرفدار دولت در مصر نیز شکست اسد را منفی ارزیابی کردند و مفسران سیاسی آن را «نشانه‌ای شوم برای امنیت اعراب» توصیف کردند. صدها پناهنده در مرز سوریه در ترکیه و لبنان حاضر شدند و آماده بازگشت به کشور شدند.

### اروپا
پناهندگان سوری در پاریس، لندن، استکهلم، هلسینکی و آتن در جشن‌های عمومی شرکت کردند. هزاران سوری در برلین، آلمان، در خیابان‌ها جمع شدند تا سرنگونی حکومت بشار اسد را جشن بگیرند. در نویکولن، جشن‌گیرندگان پرچم مخالفان سوریه را برافراشتند و به سمت کرویتسبرگ راهپیمایی کردند.

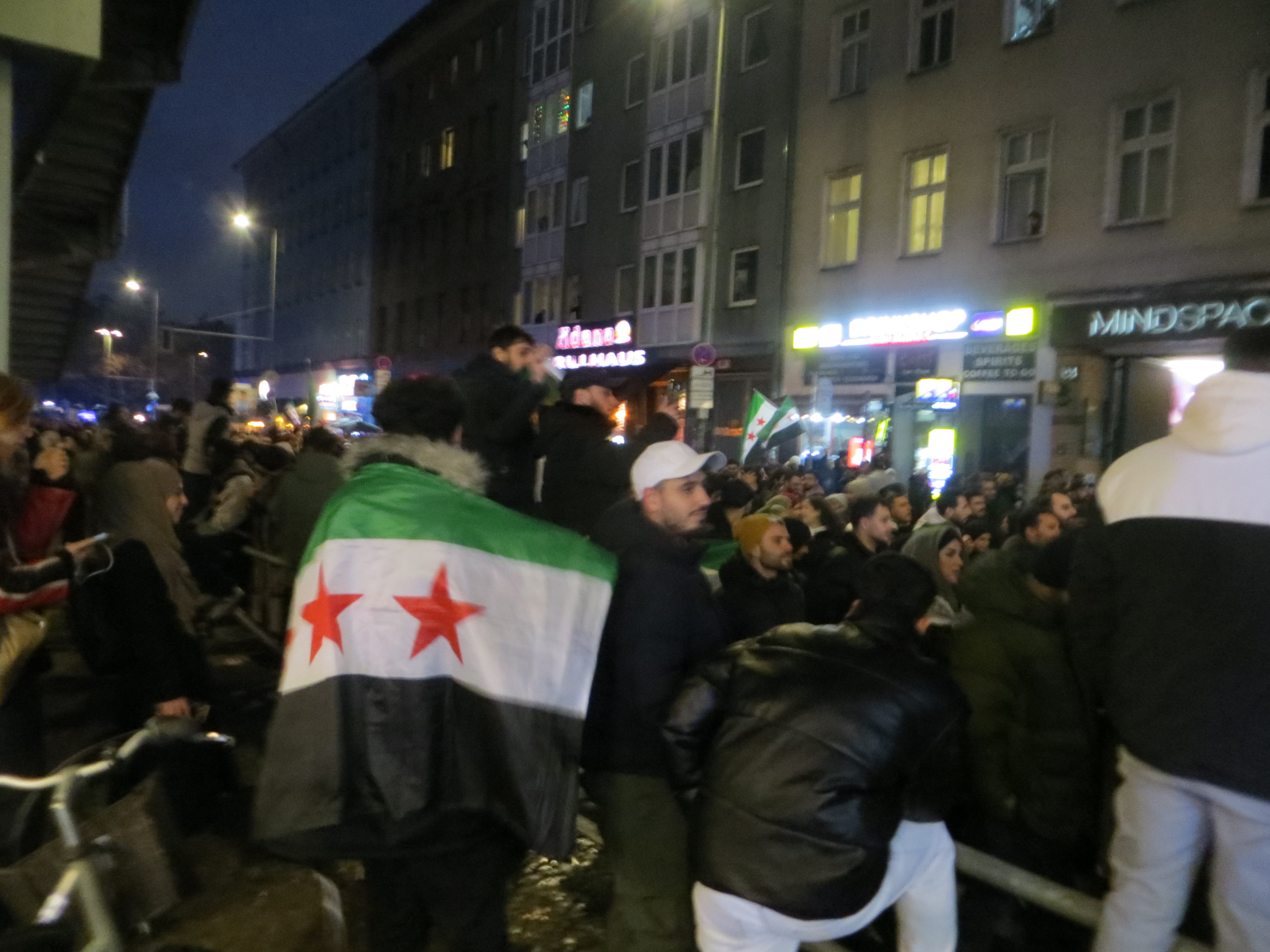
مردم آلمان سقوط اسد را جشن گرفتند

اولاف شولتز، صدراعظم آلمان، پایان رژیم اسد را «خبر خوبی» خواند و خواستار ثبات در این کشور شد. به همین ترتیب، وزارت امور خارجه فرانسه نیز واکنش مثبتی نشان داد و افزود که «مردم سوریه بیش از حد رنج برده‌اند».

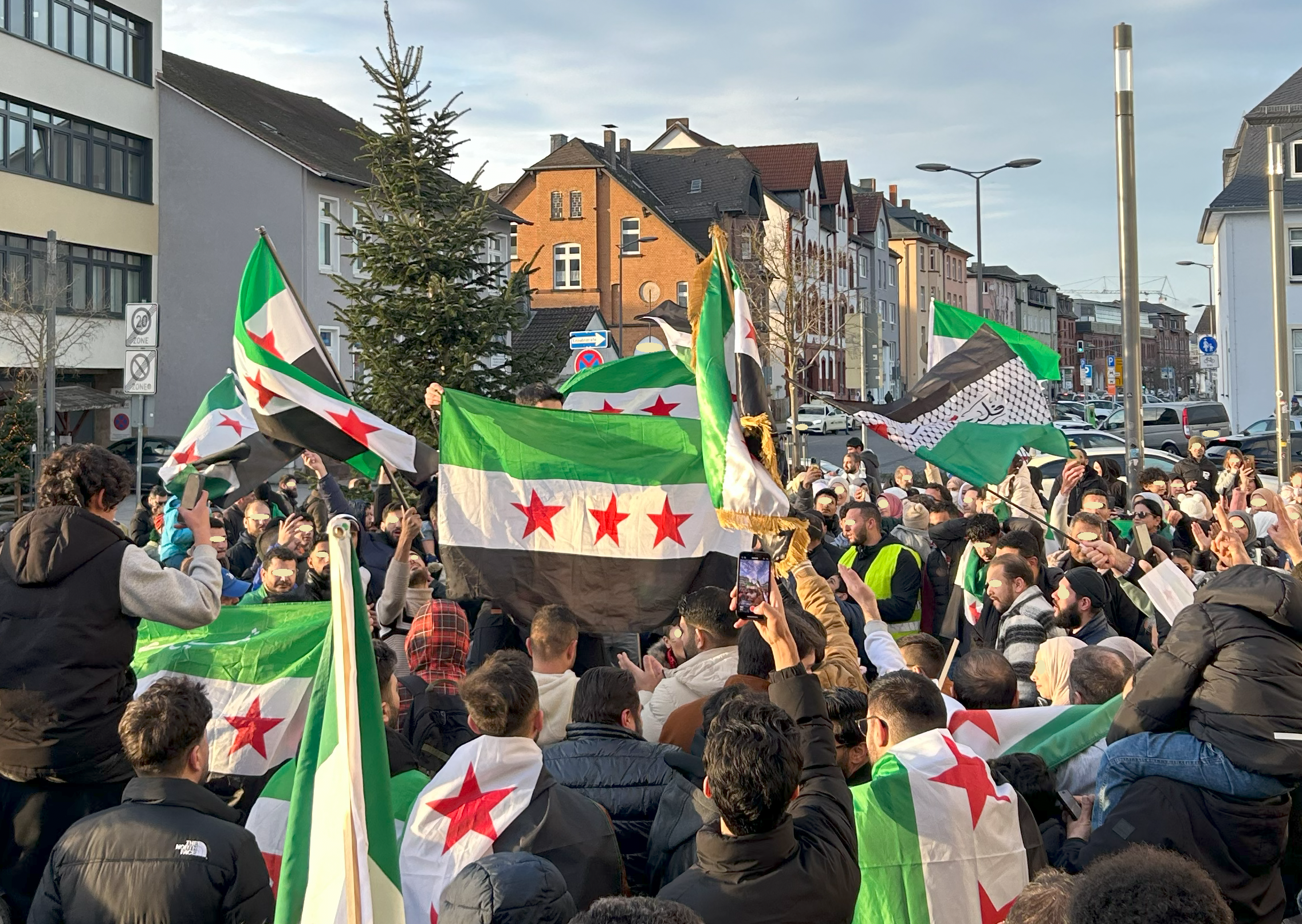
جشن‌های بیشتر در آلمان

دولت سوئیس روند رسیدگی به درخواست‌های پناهندگی شهروندان سوری را به حالت تعلیق درآورد و دلیل آن را لزوم ارزیابی واجد شرایط بودن یا اخراج آنها اعلام کرد. سایر nations —  اروپاییnations — شامل آلمان، اتریش، لیختن‌اشتاین، بلژیک، یونان، ایتالیا، سوئد، دانمارک و بریتانیا⁠ — همگی اعلام کرده‌اند که قصد دارند درخواست‌های پناهندگی برای سوری‌هایی که به دنبال پناهندگی هستند را متوقف کنند. این شامل درخواست‌های جدید و درخواست‌هایی که هنوز در حال بررسی هستند، می‌شود. چندین کشور اسکاندیناوی نیز روند پناهندگی خود را به حالت تعلیق درآوردند. دولت آلمان اعلام کرد که اوضاع سوریه را زیر نظر دارد، در حالی که مجارستان از اخراج پناهندگان سوری خبر داد. آلیس وایدل، سیاستمدار آلمانی، خواستار اخراج آنها شد و گفت از آنجایی که سوریه «آزاد» بود، شهروندان آنها دیگر مجبور به فرار از کشور نیستند و بنابراین باید بازگردند. در پاسخ، وزارت امور خارجه گفت که سقوط اسد «تضمین‌کننده» نیست. [...] تحولات مسالمت‌آمیز».

## بازیگران فراملی
توماس فلچر، رئیس امدادرسانی سازمان ملل متحد، در توییتر گفت که این سازمان در حال مشاهده وقایع و ابراز نگرانی است. گیر پدرسن، فرستاده ویژه امور سوریه، خواستار مذاکرات فوری برای حفظ «گذار سیاسی منظم» شد. در ۹ دسامبر، پس از یک بحث محرمانه، دیپلمات‌های آمریکایی و روسی اعلام کردند که شورای امنیت سازمان ملل متحد ظرف چند روز بیانیه‌ای منتشر خواهد کرد. واسیلی نبنزیا، سفیر روسیه، گفت که شورا به طور کلی با تضمین حاکمیت و وحدت ارضی، حفاظت از غیرنظامیان و رسیدن کمک‌های بشردوستانه به نیازمندان موافقت کرد. سفیر ایالات متحده، رابرت وود، نیز اظهارات نبنزیا را تأیید کرد. هر دو دیپلمات فروپاشی رژیم را «غیرمنتظره» خواندند. فو کونگ، سفیر چین، بر یک روند سیاسی فراگیر، ثبات و جلوگیری از فعالیت‌های تروریستی تأکید کرد.
کاجا کالاس، نماینده عالی اتحادیه اروپا در امور خارجه و سیاست امنیتی، اظهار داشت که فروپاشی رژیم اسد «یک تحول مثبت و مدت‌ها مورد انتظار بود. همچنین نشان دهنده ضعف حامیان اسد، روسیه و ایران، است.» او افزود که حفظ امنیت در منطقه بالاترین اولویت است. اورزولا فون در لاین، رئیس کمیسیون اروپا، در توییتی نوشت: «دیکتاتوری ظالمانه اسد فروپاشیده است. این تغییر تاریخی در منطقه فرصت‌هایی را ارائه می‌دهد اما بدون خطر نیست.» رئیس پارلمان اروپا گفت: «این یک دوره حیاتی برای منطقه و برای میلیون‌ها سوری است که خواهان آینده‌ای آزاد، پایدار و امن هستند. آنچه در ساعات و روزهای آینده اتفاق می‌افتد، مهم است.»

## عموم مردم
افراد مشهور مختلف سوری و مسلمان دیگر واکنش‌های متنوعی به فروپاشی رژیم در رسانه‌های اجتماعی به اشتراک گذاشتند. در سراسر جهان، فعالان سوری تبعیدی و مهاجران، سقوط رژیم اسد را جشن گرفتند.
جان استوارت، مجری برنامه گفتگوی آخر شب آمریکایی، در برنامه‌ای در برنامه «دیلی شو» به فروپاشی رژیم اسد اشاره کرد و آن را «شادی خالص و بی‌کران» توصیف کرد.

## تحلیل محققان
استیون ای. کوک، در مقاله‌ای برای شورای روابط خارجی، نگرانی خود را در مورد آینده دولت سوریه پس از سقوط اسد ابراز کرد. اگرچه اپوزیسیون به رهبری تحریرالشام از اقدامات افراطی اجتناب می‌کند، اما سابقه اعمال خشونت بی‌رحمانه را دارد. منتقدان و مخالفان ابومحمد الجولانی، رهبر این گروه، گزارش‌های مربوط به بدرفتاری در زندان‌های تحت کنترل هیئت تحریر الشام در استان ادلب که در کنترل شورشیان است را برجسته کردند. به گفته کوک، سوابق متناقض نشان می‌دهد که اگرچه هیئت تحریر الشام قصد دارد خود را به عنوان یک نیروی میانه‌روتر معرفی کند، اما همچنان در مناطقی که کنترل می‌کند، به اعمال حکومت سرکوبگرانه ادامه می‌دهد.
جیمی دتمر از نشریه پولیتیکو گفت اینکه آیا شهروندان سوری از این وضعیت بهره‌مند شده‌اند یا خیر، هنوز مشخص نیست، زیرا این کشور باید بدون نیروهای خشونت‌آمیز توسعه یابد. در استان ادلب، هیئت تحریر الشام خصومت خود را نسبت به جوامع مسیحی و دروزی کاهش داد. الجولانی پس از به دست گرفتن کنترل حلب، اطمینان حاصل کرد که به جمعیت مسیحی آسیبی نخواهد رسید و مراسم کلیسا بدون وقفه ادامه خواهد یافت. با استناد به مصاحبه‌ای از الجولانی در سی‌ان‌ان، دستور کار اصلی هیئت تحریر الشام، توسعه مجدد سوریه بود.
لینا خطیب، تحلیلگر فارین پالیسی، فروپاشی رژیم را با فروپاشی دیوار برلین در سال ۱۹۸۹ مقایسه کرد. در هر دو مورد، واکنش زنجیره‌ای از توالی رویدادها منجر به فروپاشی دیوار شد. به همین ترتیب، سقوط اسد ناشی از درگیری‌های خارجی مانند تضعیف قابل توجه حزب‌الله توسط اسرائیل، از دست دادن قدرت‌های نیابتی کلیدی ایران و دخالت روسیه در حمله به اوکراین بود که حضور این کشور را در خاورمیانه تضعیف کرده است. خطیب استدلال می‌کند که پایان حکومت اسد به معنای تضعیف نگرش «مقاومت» ضد غربی و ضد اسرائیلی در خاورمیانه است. همچنین به تغییر قدرت به سمت اسرائیل و متحدان خلیج فارس آن و تأکید بر همکاری اقتصادی و امنیتی به جای درگیری اشاره دارد.